# تری آرمسترانگ
تری آرمسترانگ (انگلیسی: Terry Armstrong؛ زادهٔ ۱۰ ژوئیهٔ ۱۹۵۸) بازیکن فوتبال اهل بریتانیا است.
از باشگاه‌هایی که در آن بازی کرده است می‌توان به باشگاه فوتبال هادرزفیلد تاون، باشگاه فوتبال نانیتون تاون، باشگاه فوتبال نورتویچ ویکتوریا، و باشگاه فوتبال پورت ویل اشاره کرد.